# 113 Zelfmoordpreventie

Logo van 113

113 Zelfmoordpreventie is een Nederlandse stichting die zich richt op het voorkomen van zelfmoord. 113 Zelfmoordpreventie is 24 uur per dag bereikbaar voor suïcidale mensen met een hulpvraag, een verzoek om informatie of een luisterend oor. Mensen kunnen telefonisch contact zoeken vanuit Nederland op 113. Hulp wordt ook geboden per e-mail of chat, desgewenst volledig anoniem.

## Organisatie
Tot februari 2017 was de naam van de stichting 113Online. Suïcidale mensen worden onder andere te woord gestaan door vrijwilligers, waarvan de organisatie er zo'n 50 heeft. Verder zijn bij 113 Zelfmoordpreventie psychologen, orthopedagogen en psychiaters werkzaam, die voor professionele hulp zorgen en de vrijwilligers ondersteunen. De professionele hulp heeft een beperkte duur, waarna doorverwezen kan worden naar de reguliere ggz, via de huisarts.
Naast de directe hulpverlening verzorgt de stichting onder meer trainingen voor zorgverleners, biedt zij ondersteuning aan naasten en nabestaanden en ontwikkelt zij zich tot expertisecentrum op het gebied van zelfmoord.

## Cijfers
113 Zelfmoordpreventie spreekt naar eigen zeggen per dag 400 tot 500 mensen met zelfmoordgedachten. Dat aantal kan periodiek toenemen, bijvoorbeeld rond de feestdagen in december, maar ook nadat bekende Nederlanders zich van het leven hebben beroofd. 113 Zelfmoordpreventie heeft de ambitie het aantal zelfmoorden in Nederland terug te dringen naar rond de 800 per jaar in 2030, tegen ongeveer 1850 in 2013 tot en met 2015.
113 Zelfmoordpreventie werd in 2009 door de psychiater Jan Mokkenstorm (1962 — 2019) opgericht. In eerste aanleg werd het initiatief gefinancierd door het ministerie van Volksgezondheid, Welzijn en Sport (VWS), in de verwachting dat de gezamenlijke zorgverzekeraars het op den duur zouden overnemen. De verzekeraars zagen echter wettelijke belemmeringen op het vergoeden van anonieme hulp. Inmiddels wordt de organisatie met subsidie van VWS bekostigd. Minister Schippers is voornemens het bedrag te laten oplopen tot 3,4 miljoen euro in 2018, zodat 113 Zelfmoordpreventie de activiteiten kan uitbreiden.

## Telefoonnummer
Het telefoonnummer 113 kon voorheen niet gebruikt worden voor deze dienst, aangezien dit een Europees geharmoniseerd kort nummer is, zoals is vastgelegd in het Nummerplan telefoon- en ISDN-diensten. De Autoriteit Consument en Markt had geen toestemming verleend voor het gebruik van dit nummer aan 113 Zelfmoordpreventie. Staatssecretaris Paul Blokhuis kondigde in oktober 2019 aan zich in te gaan zetten voor het beschikbaar maken van dit telefoonnummer. Bij telecomproviders werd het verzoek ingediend om dit nummer door te verwijzen naar 0900-0113. Sinds 6 juli 2020 is de dienst algemeen beschikbaar via het telefoonnummer 113 en het gratis nummer 0800-0113.